# Будамшинська сільська рада
Будамши́нська сільська рада (рос. Будамшинский сельский совет) — сільське поселення у складі Новоорського району Оренбурзької області Росії.
Адміністративний центр — село Будамша.

## Населення
Населення — 1055 осіб (2019; 1263 в 2010, 1733 у 2002).

## Склад
До складу сільської ради входять:
| Населений пункт | Населення, осіб (2002) | Населення, осіб (2010) |
| --------------- | ---------------------- | ---------------------- |
| Будамша, село   | 1128                   | 886                    |
| Заморське, село | 314                    | 214                    |
| Скалисте, село  | 291                    | 163                    |